# Elecciones provinciales de Salta de 1940
Las elecciones provinciales de Salta de 1940 tuvieron lugar el domingo 3 de marzo del mencionado año, con el objetivo de renovar la Gobernación para el período 1940-1944, y la mitad de las bancas en la Cámara de Diputados y el Senado.

## Resultados

### Gobernador y vicegobernador
| Fórmula                | Fórmula               | Partido               | Partido                       | Votos  | %     |
| Gobernador             | Vicegobernador        | Partido               | Partido                       | Votos  | %     |
| ---------------------- | --------------------- | --------------------- | ----------------------------- | ------ | ----- |
| Abraham Cornejo        | Ernesto Aráoz         |                       | Partido Demócrata Nacional    | 18.089 | 52,02 |
| Francisco Javier Arias | Julio Cornejo         |                       | Unión Cívica Radical          | 16.015 | 46,06 |
| Francisco Javier Arias | Julio Cornejo         |                       | Unión Cívica Radical de Salta | 621    | 1,79  |
| Primo Vázque           | Ramón Cardozo         |                       | Partido Socialista            | 47     | 0,14  |
| Votos positivos        | Votos positivos       | Votos positivos       | Votos positivos               | 34.772 | 95,62 |
| Votos en blanco        | Votos en blanco       | Votos en blanco       | Votos en blanco               | 392    | 1,08  |
| Votos nulos            | Votos nulos           | Votos nulos           | Votos nulos                   | 1.200  | 3,30  |
| Participación          | Participación         | Participación         | Participación                 | 36.364 | 64,55 |
| Electores registrados  | Electores registrados | Electores registrados | Electores registrados         | 56.336 | 100   |
| Fuente:                |                       |                       |                               |        |       |

### Cámara de Diputados y Cámara de Senadores
| Partido               | Partido                       | Votos  | %     | Diputados | Senadores |
| --------------------- | ----------------------------- | ------ | ----- | --------- | --------- |
|                       | Partido Demócrata Nacional    | 10.955 | 57,69 | 11/16     | 7/11      |
|                       | Unión Cívica Radical          | 7.900  | 41,60 | 5/16      | 4/11      |
|                       | Unión Cívica Radical de Salta | 134    | 0,71  |           |           |
| Votos positivos       | Votos positivos               | 18.989 | 94,22 |           |           |
| Votos en blanco       | Votos en blanco               | 198    | 0,98  |           |           |
| Votos nulos           | Votos nulos                   | 966    | 4,79  |           |           |
| Participación         | Participación                 | 20.153 | 61,85 |           |           |
| Electores registrados | Electores registrados         | 32.586 | 100   |           |           |
| Fuente:               |                               |        |       |           |           |

#### Resultados por departamentos
| Chicoana 1 Diputado y 1 Senador                | Chicoana 1 Diputado y 1 Senador | Chicoana 1 Diputado y 1 Senador | Chicoana 1 Diputado y 1 Senador | Chicoana 1 Diputado y 1 Senador               | Chicoana 1 Diputado y 1 Senador |
| Partido                                        | Partido                         | Votos                           | %                               | Candidatos                                    | Candidatos                      |
| Partido                                        | Partido                         | Votos                           | %                               | Diputados                                     | Senadores                       |
| ---------------------------------------------- | ------------------------------- | ------------------------------- | ------------------------------- | --------------------------------------------- | ------------------------------- |
|                                                | Partido Demócrata Nacional      | 840                             | 60,56                           | - Balbino Lafuente                            | - Guillermo Pellegrini          |
|                                                | Unión Cívica Radical            | 520                             | 37,49                           | - Aniceto Torena                              | - Celestino de los Ríos         |
|                                                | Unión Cívica Radical de Salta   | 27                              | 1,95                            | - Aniceto Torena                              | - Celestino de los Ríos         |
| Votos positivos                                | Votos positivos                 | 1.387                           | 98,65                           |                                               |                                 |
| Votos en blanco                                | Votos en blanco                 | 17                              | 1,21                            |                                               |                                 |
| Votos nulos                                    | Votos nulos                     | 2                               | 0,14                            |                                               |                                 |
| Participación                                  | Participación                   | 1.406                           | 65,92                           |                                               |                                 |
| Electores registrados                          | Electores registrados           | 2.133                           | 100                             |                                               |                                 |
| Campo Santo 1 Diputado y 1 Senador             |                                 |                                 |                                 |                                               |                                 |
| Partido                                        | Partido                         | Votos                           | %                               | Candidatos                                    | Candidatos                      |
| Partido                                        | Partido                         | Votos                           | %                               | Diputados                                     | Senadores                       |
|                                                | Unión Cívica Radical            | 1.106                           | 53,35                           | - Roberto San Millán                          | - Carlos A. Saravia             |
|                                                | Partido Demócrata Nacional      | 967                             | 46,65                           | - Antonio M. Robles                           | - A. Pedro Mesples              |
| Votos positivos                                | Votos positivos                 | 2.073                           | 98,62                           |                                               |                                 |
| Votos en blanco                                | Votos en blanco                 | 20                              | 0,95                            |                                               |                                 |
| Votos nulos                                    | Votos nulos                     | 9                               | 0,43                            |                                               |                                 |
| Participación                                  | Participación                   | 2.102                           | 59,48                           |                                               |                                 |
| Electores registrados                          | Electores registrados           | 3.534                           | 100                             |                                               |                                 |
| Iruya 1 Diputado y 1 Senador                   |                                 |                                 |                                 |                                               |                                 |
| Partido                                        | Partido                         | Votos                           | %                               | Candidatos                                    | Candidatos                      |
| Partido                                        | Partido                         | Votos                           | %                               | Diputados                                     | Senadores                       |
|                                                | Partido Demócrata Nacional      | 863                             | 100                             | - Guillermo Villegas (h)                      | - Marcos E. Alsina              |
| Votos positivos                                | Votos positivos                 | 863                             | 99,20                           |                                               |                                 |
| Votos en blanco                                | Votos en blanco                 | 7                               | 0,80                            |                                               |                                 |
| Votos nulos                                    | Votos nulos                     | 0                               | 0,00                            |                                               |                                 |
| Participación                                  | Participación                   | 870                             | 85,29                           |                                               |                                 |
| Electores registrados                          | Electores registrados           | 1.020                           | 100                             |                                               |                                 |
| La Candelaria 1 Diputado                       |                                 |                                 |                                 |                                               |                                 |
| Partido                                        | Partido                         | Votos                           | %                               | Candidatos                                    | Candidatos                      |
| Partido                                        | Partido                         | Votos                           | %                               | Diputados                                     | Senadores                       |
|                                                | Partido Demócrata Nacional      | 214                             | 68,37                           | - Lisandro Gómez Villafañe                    | No elige                        |
|                                                | Unión Cívica Radical            | 88                              | 28,12                           | - Rogelio Castiñeiras                         | No elige                        |
|                                                | Unión Cívica Radical de Salta   | 11                              | 3,51                            | - Rogelio Castiñeiras                         | No elige                        |
| Votos positivos                                | Votos positivos                 | 313                             | 62,73                           |                                               |                                 |
| Votos en blanco                                | Votos en blanco                 | 4                               | 0,80                            |                                               |                                 |
| Votos nulos                                    | Votos nulos                     | 182                             | 36,47                           |                                               |                                 |
| Participación                                  | Participación                   | 499                             | 62,69                           |                                               |                                 |
| Electores registrados                          | Electores registrados           | 796                             | 100                             |                                               |                                 |
| La Viña 1 Diputado y 1 Senador                 |                                 |                                 |                                 |                                               |                                 |
| Partido                                        | Partido                         | Votos                           | %                               | Candidatos                                    | Candidatos                      |
| Partido                                        | Partido                         | Votos                           | %                               | Diputados                                     | Senadores                       |
|                                                | Partido Demócrata Nacional      | 463                             | 78,61                           | - Benjamín Figueroa                           | - Fermín Zúñiga                 |
|                                                | Unión Cívica Radical            | 115                             | 19,52                           | - Ángel J. Usandivaras                        | - Tomás Chávez                  |
|                                                | Unión Cívica Radical de Salta   | 11                              | 1,87                            | - Ángel J. Usandivaras                        | - Tomás Chávez                  |
| Votos positivos                                | Votos positivos                 | 589                             | 85,99                           |                                               |                                 |
| Votos en blanco                                | Votos en blanco                 | 3                               | 0,44                            |                                               |                                 |
| Votos nulos                                    | Votos nulos                     | 93                              | 13,58                           |                                               |                                 |
| Participación                                  | Participación                   | 685                             | 55,29                           |                                               |                                 |
| Electores registrados                          | Electores registrados           | 1.239                           | 100                             |                                               |                                 |
| Metán 2 Diputados y 1 Senador                  |                                 |                                 |                                 |                                               |                                 |
| Partido                                        | Partido                         | Votos                           | %                               | Candidatos                                    | Candidatos                      |
| Partido                                        | Partido                         | Votos                           | %                               | Diputados                                     | Senadores                       |
|                                                | Partido Demócrata Nacional      | 1.622                           | 57,95                           | - José Marcelino Sierra - Javier T. Ávila     | - Wenceslao Saravia             |
|                                                | Unión Cívica Radical            | 1.169                           | 41,76                           | - Walter Vanetta - Rubén Alderete             | - Ramón S. Madariaga            |
|                                                | Unión Cívica Radical de Salta   | 8                               | 0,29                            | - Walter Vanetta - Rubén Alderete             | - Ramón S. Madariaga            |
| Votos positivos                                | Votos positivos                 | 2.799                           | 99,26                           |                                               |                                 |
| Votos en blanco                                | Votos en blanco                 | 18                              | 0,64                            |                                               |                                 |
| Votos nulos                                    | Votos nulos                     | 3                               | 0,11                            |                                               |                                 |
| Participación                                  | Participación                   | 2.820                           | 63,93                           |                                               |                                 |
| Electores registrados                          | Electores registrados           | 4.411                           | 100                             |                                               |                                 |
| Molinos 1 Diputado y 1 Senador                 |                                 |                                 |                                 |                                               |                                 |
| Partido                                        | Partido                         | Votos                           | %                               | Candidatos                                    | Candidatos                      |
| Partido                                        | Partido                         | Votos                           | %                               | Diputados                                     | Senadores                       |
|                                                | Unión Cívica Radical            | 297                             | 51,38                           | - José Raúl Díaz                              | - Ricardo Dávalos Uriburu       |
|                                                | Partido Demócrata Nacional      | 277                             | 47,92                           | - Francisco Uriburu Michel                    | - Carlos Patrón Uriburu         |
|                                                | Unión Cívica Radical de Salta   | 4                               | 0,69                            | - José Raúl Díaz                              | - Ricardo Dáválos Uriburu       |
| Votos positivos                                | Votos positivos                 | 578                             | 66,21                           |                                               |                                 |
| Votos en blanco                                | Votos en blanco                 | 3                               | 0,34                            |                                               |                                 |
| Votos nulos                                    | Votos nulos                     | 292                             | 33,45                           |                                               |                                 |
| Participación                                  | Participación                   | 873                             | 78,79                           |                                               |                                 |
| Electores registrados                          | Electores registrados           | 1.108                           | 100                             |                                               |                                 |
| Orán 2 Diputados y 1 Senador                   |                                 |                                 |                                 |                                               |                                 |
| Partido                                        | Partido                         | Votos                           | %                               | Candidatos                                    | Candidatos                      |
| Partido                                        | Partido                         | Votos                           | %                               | Diputados                                     | Senadores                       |
|                                                | Partido Demócrata Nacional      | 2.654                           | 58,14                           | - José Hernán Figueroa - José Figueroa Torino | - Guillermo Otero               |
|                                                | Unión Cívica Radical            | 1.880                           | 41,18                           | - Pedro E. Pérez - Carlos A. Eckardt          | - Vicente Arroyabe              |
|                                                | Unión Cívica Radical de Salta   | 31                              | 0,68                            | - Pedro E. Pérez - Carlos A. Eckardt          | - Gregorio Tobar                |
| Votos positivos                                | Votos positivos                 | 4.565                           | 94,57                           |                                               |                                 |
| Votos en blanco                                | Votos en blanco                 | 53                              | 1,10                            |                                               |                                 |
| Votos nulos                                    | Votos nulos                     | 209                             | 4,33                            |                                               |                                 |
| Participación                                  | Participación                   | 4.827                           | 53,42                           |                                               |                                 |
| Electores registrados                          | Electores registrados           | 9.036                           | 100                             |                                               |                                 |
| Rivadavia 1 Diputado y 1 Senador               |                                 |                                 |                                 |                                               |                                 |
| Partido                                        | Partido                         | Votos                           | %                               | Candidatos                                    | Candidatos                      |
| Partido                                        | Partido                         | Votos                           | %                               | Diputados                                     | Senadores                       |
|                                                | Partido Demócrata Nacional      | 615                             | 67,14                           | - Federico Ovejero                            | - Martín G. Puló                |
|                                                | Unión Cívica Radical            | 301                             | 32,86                           | - José María Navamuel                         | - Vicente S. Navarrete          |
| Votos positivos                                | Votos positivos                 | 916                             | 97,97                           |                                               |                                 |
| Votos en blanco                                | Votos en blanco                 | 15                              | 1,60                            |                                               |                                 |
| Votos nulos                                    | Votos nulos                     | 4                               | 0,43                            |                                               |                                 |
| Participación                                  | Participación                   | 935                             | 53,67                           |                                               |                                 |
| Electores registrados                          | Electores registrados           | 1.742                           | 100                             |                                               |                                 |
| Rosario de Lerma 2 Diputados y 1 Senador       |                                 |                                 |                                 |                                               |                                 |
| Partido                                        | Partido                         | Votos                           | %                               | Candidatos                                    | Candidatos                      |
| Partido                                        | Partido                         | Votos                           | %                               | Diputados                                     | Senadores                       |
|                                                | Unión Cívica Radical            | 1.126                           | 52,59                           | - Luis Diez - Arturo Torino (h)               | - José María Navamuel           |
|                                                | Partido Demócrata Nacional      | 994                             | 46,43                           | - Martín Saravia (h) - Oscar A. Davids        | - Severo Isasmendi Ortiz        |
|                                                | Unión Cívica Radical de Salta   | 21                              | 0,98                            | - Luis Diez - Arturo Torino (h)               | - José María Navamuel           |
| Votos positivos                                | Votos positivos                 | 2.141                           | 98,53                           |                                               |                                 |
| Votos en blanco                                | Votos en blanco                 | 31                              | 1,43                            |                                               |                                 |
| Votos nulos                                    | Votos nulos                     | 1                               | 0,05                            |                                               |                                 |
| Participación                                  | Participación                   | 2.173                           | 70,16                           |                                               |                                 |
| Electores registrados                          | Electores registrados           | 3.097                           | 100                             |                                               |                                 |
| Rosario de la Frontera 2 Diputados y 1 Senador |                                 |                                 |                                 |                                               |                                 |
| Partido                                        | Partido                         | Votos                           | %                               | Candidatos                                    | Candidatos                      |
| Partido                                        | Partido                         | Votos                           | %                               | Diputados                                     | Senadores                       |
|                                                | Partido Demócrata Nacional      | 1.003                           | 56,57                           | - Rogelio Salinas - Adolfo Cornejo            | - Abel Mónico                   |
|                                                | Unión Cívica Radical            | 751                             | 42,36                           | - Próspero Rivetti - Elio Alderete            | - José B. Posadas               |
|                                                | Unión Cívica Radical de Salta   | 19                              | 1,07                            | - Próspero Rivetti - Elio Alderete            | - José B. Posadas               |
| Votos positivos                                | Votos positivos                 | 1.773                           | 90,18                           |                                               |                                 |
| Votos en blanco                                | Votos en blanco                 | 22                              | 1,12                            |                                               |                                 |
| Votos nulos                                    | Votos nulos                     | 171                             | 8,70                            |                                               |                                 |
| Participación                                  | Participación                   | 1.966                           | 63,36                           |                                               |                                 |
| Electores registrados                          | Electores registrados           | 3.103                           | 100                             |                                               |                                 |
| San Carlos 1 Diputado y 1 Senador              |                                 |                                 |                                 |                                               |                                 |
| Partido                                        | Partido                         | Votos                           | %                               | Candidatos                                    | Candidatos                      |
| Partido                                        | Partido                         | Votos                           | %                               | Diputados                                     | Senadores                       |
|                                                | Unión Cívica Radical            | 547                             | 55,14                           | - Martín Miguel Michel Torino                 | - Estanislao P. Wayar           |
|                                                | Partido Demócrata Nacional      | 443                             | 44,66                           | - Néstor Michel                               | - Damián Figueroa               |
|                                                | Unión Cívica Radical de Salta   | 2                               | 0,20                            | - Martín Miguel Michel Torino                 | - Estanislao P. Wayar           |
| Votos positivos                                | Votos positivos                 | 992                             | 99,50                           |                                               |                                 |
| Votos en blanco                                | Votos en blanco                 | 5                               | 0,50                            |                                               |                                 |
| Votos nulos                                    | Votos nulos                     | 0                               | 0,00                            |                                               |                                 |
| Participación                                  | Participación                   | 997                             | 72,93                           |                                               |                                 |
| Electores registrados                          | Electores registrados           | 1.367                           | 100                             |                                               |                                 |